# Pax-Anlage
Die Pax-Anlage AG mit Sitz in Basel war eine Schweizer Immobiliengesellschaft. Das Unternehmen konzentrierte sich auf das Halten von Wohnliegenschaften, das Erstellen und Verkaufen von Wohnüberbauungen in Stockwerkeigentum, Dienstleistungen im Bereich Liegenschaftenverwaltung und Verkaufsmandate sowie auf das Hypothekargeschäft. 
Das Unternehmen besass Immobilien im Wert von rund 100 Millionen Schweizer Franken und erwirtschaftete 2007 einen Umsatz von 94 Millionen Franken, grösstenteils aus Verkauf von neu erstellten Liegenschaften. Das 1959 gegründete Unternehmen war an der Schweizer Börse SWX Swiss Exchange kotiert und befand sich mehrheitlich im Besitz der Pax Holding (Genossenschaft). Diese war direkt mit 48,1 Prozent und indirekt über ihre Tochtergesellschaft PAX, Schweizerische Lebensversicherungs-Gesellschaft mit weiteren 8,4 Prozent beteiligt.
Um sich stärker auf ihr Kerngeschäft zu konzentrieren, wurde die Mehrheitsbeteiligung an der Pax Anlage AG Ende März 2017 von der Pax Holding verkauft. Die Aktienmehrheit übernahm die Baloise Gruppe.